# Friaren från landsvägen
Friaren från landsvägen är en svensk film från 1923 i regi av Sigurd Wallén.

## Om filmen
Filmen premiärvisades 1 oktober 1923 i Stockholm. Den spelades in vid Centralsaluhallen i Stockholm med exteriörer från Höstsol i Täby av Henrik Jaenzon.

## Rollista i urval
- Edvin Adolphson – Landsvägsriddaren, alias Sten Selling
- Jenny Hasselquist – Astrid Löwen
- Gösta Alexandersson – Gösta Lind, sotarlärling
- Vilhelm Bryde – Binge, assessor
- Sigurd Wallén – Vagel, länsman
- Mia Gründer – Vagels hustru
- John Ekman – Jonas Råsten, inspektor
- Mia Hagman – mor Anna, änka
- William Larsson – Algren, sotarmäster
- Sigge Malmgren – Gustaf Löwen till Almåsa